# Anna-Maria van Reysschoot
Anna-Maria van Reysschoot (Gent, 17 februari 1758 - Gent, 27 december 1850) was een schilder in de Zuidelijke Nederlanden.
Zij groeide op in de schildersfamilie van Reysschoot en leerde het vak van haar 20 jaar oudere broer Pierre-Norbert van Reysschoot. Als kind was zij figurant op de praalwagen van de Gentse schilders in de jaarlijkse processie van Sint-Macharius. Haar vader Emmanuel-Pierre van Reysschoot had deze praalwagens ontworpen in zijn schetsen. Zij schilderde zowel landschapsschilderijen als decoratie van kastelen in het Gentse. Daarnaast zijn enkele portretten van haar hand bekend, bijvoorbeeld een paar tussen de 70 kinderportretten (ex voto) in de Schreiboomkapel in Gent. In haar tijd was dit pand een godshuis met een bedevaartskapel.
Koning Willem I gaf haar een onderscheiding omwille van haar verdienste als schilder.
Zij was gehuwd met Gilles Diegenant, bediende bij de Berg van Barmhartigheid van Gent. Tot in hoge leeftijd bleef zij schilderen, veelal in opdracht van private opdrachtgevers.
- Biografisch Portaal: 32618002
- RKD-Nederlands Instituut voor Kunstgeschiedenis: 241338
- Union List of Artist Names: 500121774
- Virtual International Authority File: 96579601